# Polygonatum nervulosum
Polygonatum nervulosum là một loài thực vật có hoa trong họ Măng tây. Loài này được Baker mô tả khoa học đầu tiên năm 1875.